# Kolačno
Kolačno je naselje u slovenskoj Općini Slovenskim Konjicama. Kolačno se nalazi u pokrajini Štajerskoj i statističkoj regiji Savinjskoj. 

## Stanovništvo
Prema popisu stanovništva iz 2002. godine naselje je imalo 40 stanovnika.